# 直毘神

イザナギの禊ぎによって生まれた神々（『古事記』に基づく）

直毘神（なおびのかみ、なほびのかみ）は神道の神である。
穢れを払い、禍（まが）を直す神とする説がある。
日本神話の神産みにおいて、黄泉から帰ったイザナギが禊を行って黄泉の穢れを祓ったときに、その穢れから禍津日神が生まれた。この禍津日神がもたらす禍を直すために生まれたのが直毘神である。『古事記』では八十禍津日神・大禍津日神が成った後に神直毘神（かみなほびのかみ）、大直毘神（おほなほびのかみ）と伊豆能売の三柱が成ったとしている。『日本書紀』第五段第六の一書では八十枉津日神が成った後に神直日神（かみなほひのかみ）大直日神（おほなほひのかみ）の二柱の神が成ったとしている。同段第十の一書では少し異なっており、イザナギが禊の際に大直日神を生み、その後に大綾津日神（大禍津日神と同一神格）を生んだとしている。